# Katrin de Vries
Pour les articles homonymes, voir de Vries.
Katrin de Vries (née en 1958 à Dollart, Allemagne) est une scénariste allemande de bande dessinée.

## Bandes dessinées traduites en français
- La Petite Dame (scénario), avec Anke Feuchtenberger (dessin), L'Association, coll. « Patte de Mouche », 1996.
- La Putain P (scénario), avec Anke Feuchtenberger (dessin) :

1. La Putain P, L'Association, coll. « Ciboulette », 1999.
2. La Putain P fait sa ronde, FMRK, coll. « Quadrupède », 2006.